# Barreiros (Pernambuco)
Barreiros is een gemeente in de Braziliaanse deelstaat Pernambuco. De gemeente telt 43.911 inwoners (schatting 2009).
De gemeente grenst aan Tamandaré, São José da Coroa Grande, Água Preta en de Atlantische Oceaan.